# Dadin Sarki (Zinder)
Dadin Sarki (auch: Dadin Serki) ist ein Stadtviertel im Arrondissement Zinder I der Stadt Zinder in Niger.

## Geographie
Das Stadtviertel (französisch quartier) befindet sich im Südwesten des urbanen Gemeindegebiets von Zinder. Zu den Nachbarorten von Dadin Sarki zählen Mandara im Nordwesten, Kachéni im Nordosten, Angoual Dan Bourssou im Südosten und Doutchin Koura im Westen.
Die Mare de Dadin Sarki ist ein großer, beim Viertel gelegener Teich. Hier wurden die Vogelarten Kampfläufer, Kuhreiher und Stelzenläufer beobachtet. Der Talweg des Trockentals von Dadin Sarki weist eine Länge von 39,7 km auf. Sein Einzugsgebiet ist 219,7 km² groß. Wie im gesamten Gemeindegebiet von Zinder herrscht das Klima der Sahelzone vor, mit einer durchschnittlichen jährlichen Niederschlagsmenge zwischen 300 und 400 mm.

## Geschichte
In den 1970er Jahren setzte in Zinder ein erhebliches Bevölkerungswachstum ein. Vom Vordringen der Besiedlung in den ländlichen Raum war auch das damalige Dorf Dadin Sarki betroffen. In der ortsansässigen Bevölkerung wohlbekannte Pflanzenarten wie Piliostigma reticulatum, Senna singueana und Vitex doniana verschwanden.
In Dadin Sarki, Angoual Dan Bourssou und Angoual Maloummey wurde von November 2004 bis Januar 2006 ein Projekt gegen Desertifikation und Bodendegradation durchgeführt. Dabei wurden Böden rehabilitiert und die lokalen Kapazitäten gestärkt. Das Projekt wurde aus Mitteln des GEF Small Grants Programme des Entwicklungsprogramms der Vereinten Nationen unterstützt. Der staatliche Stromversorger NIGELEC elektrifizierte den Ort ab 2012. Der damalige Energieminister Foumakoye Gado weihte 2013 die Elektrifizierung von Dadin Sarki und sechs weiteren Siedlungen in der Region ein.

## Bevölkerung
Bei der Volkszählung 2012 hatte Dadin Sarki 2146 Einwohner, die in 332 Haushalten lebten. Bei der Volkszählung 2001 betrug die Einwohnerzahl 1478 in 252 Haushalten und bei der Volkszählung 1988 belief sich die Einwohnerzahl auf 1212 in 207 Haushalten.

## Wirtschaft und Infrastruktur
Es gibt eine Schule im Viertel. In Dadin Sarki ist eine Pfadfindergruppe des nationalen Verbands Association des scouts du Niger aktiv. Mit einem Centre de Santé Intégré (CSI) ist ein Gesundheitszentrum vorhanden. Bei Dadin Sarki verläuft die 12,9 Kilometer lange Route 759, eine einfache Landstraße zwischen der Nationalstraße 1 und der Nationalstraße 11. Nordöstlich der Siedlung erstreckt sich das Gelände des Flughafens Zinder (IATA-Code: ZND, ICAO-Code: DRZR).